# Kościół św. Józefa w Lubnie
Kościół pw. św. Józefa w Lubnie – kościół parafialny parafii św. Józefa w Lubnie z XIV wieku w Lubnie w powiecie gorzowskim, wpisany do rejestru zabytków nieruchomych województwa lubuskiego.

## Opis
Świątynia orientowana, jednonawowa na rzucie prostokąta o wymiarach 21.5 ×  12 m, wzniesiona z granitowej kostki układanej w regularnym wątku, bez wieży. Nakrywa ją dach dwuspadowy. W południowej ścianie znajduje się oryginalny romański portal, obecnie zamurowany. W szczycie wschodnim znajdują się trzy pierwotne wąskie otwory okienne – symbol Trójcy Świętej, pozostałe przekształcono podczas remontu w 1796 r. Od strony północnej znajduje się zakrystia. Drewniana dzwonnica pochodzi z XIX w.

## Historia
Kościół zbudowany został na przełomie XIII i XIV w., pierwsza wzmianka pochodzi z 1337 r. z księgi ziemskiej margrabiego brandenburskiego Ludwika Starszego i mówi o tym, że wolne od ciężarów podatkowych są 4 łany parafialne. Podczas remontu w 1796 r. obiekt został otynkowany, zamurowano południowy portal romański, a większość otworów okiennych przekształcono, wykonano również ogrodzenie z muru kamiennego. W 1798 r. zakupiono dzwon w berlińskiej firmie J. F. Thiele o średnicy 77 cm, umieszczony na drewnianej dzwonnicy; z 1862 r. pochodził drugi dzwon, firmy W. Bachmann z Berlina, o średnicy 85 cm.
W latach 1825–1826 dobudowano do północnej strony neoromańską ceglaną zakrystię, w 1841 r. postawiono zabudowania gospodarcze, a w 1846 r. dodano przybudówkę od południa.
Drewniane wyposażenie kościoła zostało zniszczone 31.01/1.02.1945 r, kiedy to posłużyło za opał żołnierzom radzieckim i przejętej przez nich grupie jeńców francuskich obozu I.G. Farben w Gorzowie.

### Po II wojnie światowej
Jako świątynia rzymskokatolicka został poświęcony 17 marca 1946 r.; od 1951 r. był filialnym parafii w Lubiszynie. W latach 70. XX w. część XIX-wiecznego wyposażenia protestanckiego została usunięta. W 1985 r. wydzielono z parafii lubiszyńskiej nową parafię w Lubnie, z filiami w Stanowicach i Wysokiej. W latach 1985–1988 wykonany został gruntowny remont – zdemontowano boczne balkony, częściowo wymieniono podłogę, nagłośnienie oraz ołtarz główny. Zakupione zostały również rzeźba św. Józefa oraz organy. Przy wejściu głównym dobudowano kruchtę, zaś w 2. połowie lat 90. XX w. wykonano kapitalny remont zakrystii.

## Cmentarz
Cmentarz przykościelny istniał od strony południowej, obecnie nieczynny.